# Saint-Jean-de-Marsacq
 Saint-Jean-de-Marsacq  (en occitano Sent Joan de Marsac) es una población y comuna francesa, situada en la región de Aquitania, departamento de Landas, en el distrito de Dax y cantón de Saint-Vincent-de-Tyrosse.

## Demografía
| 803 | 732 | 688 | 782 | 793 | 894 |
| Para los censos de 1962 a 1999 la población legal corresponde a la población sin duplicidades (Fuente: INSEE [Consultar]) |     |     |     |     |     |